# Iwan Iljiczow
Iwan Iwanowicz Iljiczow, (ros.) Иван Иванович Ильичёв (ur. 1 sierpnia?/14 sierpnia 1905 w Nawołokach, zm. 2 września 1983 w Moskwie) – radziecki dyplomata i wojskowy w stopniu generała porucznika. W latach 1942–1945 szef Głównego Zarządu Wywiadowczego. 

## Biografia
Urodził się w chłopskiej rodzinie. Od 1919 pracował jako stolarz w warsztatach elektromechanicznych w Kałudze. W latach 1924–1929 działał w Komsomole w rejonie Kaługi i Smoleńska, sprawując kolejne funkcje w tej organizacji. W 1925 wstąpił do WKP(b). Od 1929 służył w Armii Czerwonej, gdzie był oficerem politycznym. W 1938 skończył studia w Wojskowej Akademii Politycznej w Leningradzie. W tym samym roku został szefem oddziału politycznego Wydziału Wywiadowczego Armii Czerwonej.
Od sierpnia 1942 do lipca 1945 kierował Głównym Zarządem Wywiadowczym (GRU). 
Po wojnie został skierowany do służby dyplomatycznej, pracował w Ministerstwie Spraw Zagranicznych ZSRR. Wykonywał misje o charakterze polityczno-wywiadowczym w RFN (w latach 1949–1952), NRD (1952–1953) oraz Austrii (1953–1956).
Od 1966 do 1968 był ambasadorem Związku Radzieckiego w Danii. W 1975 przeszedł na emeryturę.

## Ordery i odznaczenia
- Order Lenina
- Order Rewolucji Październikowej
- Order Czerwonego Sztandaru
- Order Kutuzowa I klasy
- Order Wojny Ojczyźnianej I klasy
- Order Czerwonego Sztandaru Pracy (dwukrotnie)
- Order Czerwonej Gwiazdy (dwukrotnie)